# 瓦莱达奥斯塔大区
瓦莱达奥斯塔（義大利語：Valle d'Aosta，發音：[ˈvalle daˈɔsta]，發音：[vale dɔst; -daɔst]），是意大利西北部的一个特殊地位大区，其西临法国奥弗涅-罗讷-阿尔卑斯大区，北方与瑞士瓦莱州接壤，东南邻皮埃蒙特大区。大区首府为奥斯塔。
瓦莱达奥斯塔大区面积3,263平方公里，人口约有119,548，为意大利面积最小、人口最少、人口密度最低的大区。该大区是意大利首个取消省级行政区的大区，奥斯塔省于1945年撤销。此后，弗留利-威尼斯朱利亚大区于2017年取消省级行政区划（后来重新设立）。省级行政职能由大区政府提供。该大区分为74个市镇。
瓦莱达奥斯塔大区的官方语言为意大利语和法语；法兰克-普罗旺斯语奥斯塔谷方言也受官方认可。77.29%的人口以意大利语为母语，17.91%以奥斯塔谷方言为母语，1.25%以法语为母语。据报道，2009年，当地50.53%的人口会说全部三门语言。

## 历史
在意大利语和法语中直译是“奥斯塔之谷”，奥斯塔即该大区首府，也是该大区唯一的城市，该城由罗马帝国皇帝奥古斯都建立（Augusta Praetoria Salassorum ）。
自公元前5世纪起，高卢人的一支—萨拉西人（Salassi）就在这里定居。公元前25年，被罗马人征服，奥古斯都建城并命名Augusta Praetoria Salassorum，即奥斯塔。
由于该地区处在大圣伯纳德山口的要塞区域，在整个中世纪周边许多势力都曾征服占领这个地区。
當地通行阿尔卑坦语并以法語为第二语言。除了奧斯塔外，該地區的地名是以法式發音而不是義大利式。

## 地理特征
奥斯塔谷地位于意大利西北部，为阿尔卑斯山所环绕，海拔4808.75米的欧洲第一高峰—勃朗峰就位于该大区与法国上萨瓦省的交界处。Grad Paradiso国家公园位于大区南部，该国家公园建于1922年，旨在保护阿尔卑斯山区的珍稀特有植被和物种。冰川也是瓦莱达奥斯塔的特色地貌之一，由于气候变暖，如今的冰川只存在海拔较高处。

## 气候特征
瓦莱达奥斯塔属于典型的阿尔卑斯山区气候，冬天干燥寒冷夏季凉爽宜人，只有在位于Dora Baltea的山谷中部气候相对湿润。整个冬季降雪充沛，其余季节降水量小。

## 经济

### 经济数据
下表是2000年至2006年瓦莱达奥斯塔全区生产总值状况：
|                               | 2000年   | 2001年   | 2002年   | 2003年   | 2004年   | 2005年   | 2006年   |
| ----------------------------- | -------- | -------- | -------- | -------- | -------- | -------- | -------- |
| 全区生产总值 (单位：百万欧元) | 3.224,9  | 3.352,3  | 3.508,0  | 3.664,8  | 3.844,0  | 3.918,9  | 4.059,8  |
| 人均全区生产总值 (单位：欧元) | 27.077,4 | 28.076,4 | 29.185,0 | 30.162,9 | 31.379,5 | 31.757,5 | 32.635,1 |

### 农业产品
由于地处山区，全区大约35%面积的土地不适于农耕用地。尽管如此，大片的山地还是被用来开发作林业种植和畜牧养殖。

### 旅游业
旅游业为瓦莱达奥斯塔大区的经济支柱产业。
除了Grad Paradiso国家公园外，登山和滑雪也是游客来到瓦莱达奥斯塔的旅游必选项目。山谷中遍布山小屋，为往来游客提供食宿和休息。
其中著名的滑雪处有：布勒伊-切爾維尼亞 · Champoluc · Cogne · Courmayeur · Gressoney · La Thuile · Pila.

## 市镇列表
- 阿兰
- 昂泰圣安德烈
- 奥斯塔
- 阿尔纳
- 阿尔维耶
- 阿维斯
- 阿亚斯
- 艾马维尔
- 巴尔
- 比奥纳
- 布里索涅
- 布吕松
- 沙朗圣昂塞尔姆
- 沙朗圣维克托
- 尚巴沃
- 沙穆瓦
- 尚德普拉
- 尚波尔谢
- 沙旺索
- 沙蒂永
- 科涅
- 库马约尔
- 多纳斯
- 杜埃
- 埃马雷斯
- 埃特鲁布勒
- 方丹莫尔
- 费尼斯
- 加比
- 日尼奥
- 格雷桑
- 格雷索内-拉特里尼泰
- 格雷索内-圣让
- 奥讷
- 安特罗
- 伊西姆
- 伊索涅
- 若旺桑
- 拉马格德莱娜
- 拉萨勒
- 拉蒂勒
- 利利亚讷
- 蒙若韦
- 莫尔热
- 努斯
- 奥洛蒙
- 奥亚斯
- 佩尔洛
- 波兰
- 蓬圣马丹
- 蓬博塞
- 蓬泰伊
- 普雷圣迪迪耶
- 卡尔
- 雷姆圣母村
- 雷姆圣乔治
- 鲁瓦桑
- 圣克里斯托夫
- 圣但尼
- 圣马塞尔
- 圣尼古拉
- 圣奥延
- 圣皮埃尔
- 圣雷米昂博斯
- 圣樊尚
- 萨雷
- 托尔尼翁
- 瓦尔格里桑什
- 瓦尔佩利内
- 瓦尔萨瓦朗什
- 瓦尔图南什
- 韦赖
- 韦雷斯
- 维勒讷沃